# 威爾遜A鎮區 (密蘇里州格林縣)
威爾遜A鎮區（英語：Wilson A Township）是位於美國密蘇里州格林縣的一個行政鎮區。

## 地方資料
威爾遜A鎮區的面積為3.43平方千米，皆為陸地。根據2020年美國人口普查的數據，當地共有人口3798人，而人口密度為每平方千米1,107.29人。